# Galina Tsarjova
Galina Georgijevna Tsareva (Russisch: Галина Георгиевна Царева) (Velikije Loeki, 19 april 1950) is een wielrenster uit Sovjet-Unie.
Tsareva was zes maal wereldkampioene sprint bij het baanwielrennen.
In 1981 werd zij vierde bij het Wereldkampioenschappen wielrennen 1981.
Tsareva is de moeder van de wielrenners Nicolai Kuznetsov en Alexei Kuznetsov. Haar dochter Svetlana Koeznetsova was een professioneel tennisspeelster.